# Música de Groenlandia
La música de Groenlandia es una mezcla de dos fuentes principales, Inuit y danesa, con influencias agregadas de Estados Unidos y Reino Unido.
Algunos compositores del estilo clásico europeo como Poul Rovsing Olsen o Adrian Vernon Fish tienen temas groenlandeses.
El himno nacional de Groenlandia oficializado en 1916, se llama "Nunarput utoqqarsuanngoravit", que se traduce como Nuestro país, que ha envejecido tanto, con letra de Henrik Lund y música de Jonathan Petersen, ambos groenlandeses.
El estilo de la música de Groenlandia ha sido descrito como rock country, tanto por su música como por su lírica, según el músico groenlandés Hans Rosenberg. Algunos elementos de la música moderna local han sido incorporados en los temas del músico de Jazz Kristian Blak.
La discográfica más importante es ULO de la localidad de Sisimut creada por Malik Hoegh y Karsten Sommer. ULO graba música de varios estilos:  rock de bandas groenlandesas como Sume, cantantes como Rasmus Lyberth y grupos de hip hop como Nuuk Posse. También distribuye música folclórica Inuit.